# Книжиця о єдиній православній істинній вірі
«Книжиця о єдиній православній істинній вірі» — полемічний трактат Василя Суразького, виданий у Острозькій друкарні 1588 року. Трактат містить шість розділів, кожний з яких тематизує окреме догматичне питання, в рамках конфесійної полеміки між православ'ям та католицизмом XVI—XVII ст. 1598 року виходить друга редакція «Книжиці», яка містить вже десять розділів, та розглядає питання, поява яких зумовлена укладанням Брестської унії.

## Передумови написання
«Книжиця о єдиній православній істинній вірі» (або ж «Книжиця», чи «Острозький збірник у шести розділах») — полемічний трактат, націлений на систематизацію православного віровчення. Трактат з'явився внаслідок процесів Реформації, Контрреформації та Католицької Реформи в Європі, та як реакція на релігійно-ідеологічний наступ католицизму на православ'я, який 1596 вилився в укладання Брестської унії. Появі «Книжиці» передував вихід друком «Острозької Біблії» (1581). У передмові до цього видання тодішній ректор Острозької школи Герасим Смотрицький, виступив з рішучою критикою нападів католиків Бенедикта Гербеста й Петра Скарги на православну віру.

Двома іншими важливими полемічними творами, що хронологічно передували появі «Книжиці» були Про єдність церкви Божої (1577) Петра Скарґи та Ключ царства небесного (1587) Герасима Смотрицького.

## Зміст трактату

### Розділ I
Перший розділ трактату має назву «Про єдину істинну православну віру й святу соборну апостольську Церкву, — звідки свій початок взяла та як скрізь розповсюдилась». Перш за все, в цьому розділі автором обстоюється позиція про те, що Христос — основа та голова Церкви, що йде врозріз із католицькою доктриною про намісництво Папи Римського та обґрунтуванням влади Понтифіка наступництвом апостола Петра. Усупереч католицькому упередженню в походженні християнської віри з Риму, Суразький-Малюшицький доводить тезу, що віра походить з Єрусалима [1].

### Розділ II
Назва другого розділу — «Про походження всесвятого й оживляючого Духа, що від Отця єдиного сходить так, як і єдинородний Син, Слово Боже, предвічно від того ж Отця народжується…». Розділ присвячено критиці католицької традиції трактування біблійних текстів, яка передбачає, серед іншого, сходження Святого Духа не тільки від Бога Отця, а й від Бога Сина. Полеміст, зі своєї позиції, вважає неможливим для людини осягнення істинної природи догматів, а отже закликає приймати догмати простою вірою, як істинні одкровення.
«Дух Святий сходить, як і Син Божий народжується від єдиного начала, як від джерела й кореня Божества, від Отця походить; а кожного, хто сповідує сходження Святого Духа й від Сина, [Василь Суразький] називає таким, що не від божественного писання глаголить, а від суєти розуму свого, від вигадок минулих».
Головною думкою другого розділу «Книжиці» можна вважати таку, що не можна тлумачити Біблію самовільно, відштовхуючись від інструментарію світської філософії. Автор також нарікає католикам, що їх вчення наповнено протиріччями через те, що вони визнають два божественних начала.

### Розділ III
Третій розділ складається з трьох статей: «Про першенство…», «Про начальство папи» та «Про латинників, що відступили від православних патріархів…». Розділ присвячено утвердженню авторської позиції щодо духовного авторитета Єрусалима, підкреслюється рівність всіх апостолів, а отже нівелюється концепт переваги Папи Римського, як наступника апостола Петра, над іншими патріархами. Підтвердження першості Петра серед апостолів автор не знаходить ані у свідченнях апостольської писемності, ані в історії первісної церкви. До того ж, автор протиставляє римській монархічній теорії, ідеал соборності Христової церкви.

### Розділ IV
Четвертий розділ містить судження про таїнство євхаристії. Автор визнає юдейське походження традиції, проте заперечує використання в таїнстві опрісноків [Архівовано 13 Вересня 2006 у Wayback Machine.], як атрибуту Старого Завіту, і визнає використання квасного хліба. Автор алегорично проводить різницю між «хлібом» і «опрісноком» як між «тілом» і «трупом». На підтвердження свого захисту традиції квасного хліба в євхаристії Суразький звертається до свідчень євангелістів:
«Та й сам Господь наш Ісус Христос, навчаючи учеників своїх молитись, — не опріснока минувшого, — але хліба нашого щоденного просити звелів».
Також в цьому ж розділі автор критикує католицький піст у суботу, який був народним звичаєм у Речі Посполитій, та захищає візантійську традицію посту у середу та п'ятницю. Дві інших теми, яких торкається автор в цій частині трактату — це питання шлюбу в контексті духовенства та католицький догмат про чистилище.

### Розділ V
Розділ п'ятий — «Про зміну днів і празників»  присвячено обстоюванню Юліанського календаря як «старішого» календарної варіації. В п'ятій частині «Книжиці» Юліанський календар, таким чином, вписується в православного концепту «триматися старовини», а отже є невід'ємним її атрибутом.

### Розділ VI
Шостий розділ — «Про святі храми… та про почитання святих ікон, що на спомин Боголюдського Втілення Спаса нашого написані» — присвячено значенню Храму Божого для православних християн як місця, де «присутня ласка Божа», та обстоює побожне ставлення до ікон.

## Доповнена редакція «Книжиці»
Доповнена редакція «Книжиці» 1598 року, як складається з десяти розділів, містить в собі, крім вище згаданих, вісім листів патріарха олександрійського Мелетія Пігаса, лист князя К.-В. Острозького й анонімний («від афонських монахів») лист князеві Острозькому Івана Вишенського — єдину прижиттєву публікацію одного з творів цього видатного письменника.